# اورنیاک (شهرستان چکماگوشفسکی، باشقیرستان)
اورنیاک (انگلیسی: Urnyak, Chekmagushevsky District, Republic of Bashkortostan) یک شهرک در شهرستان چکماگوشفسکی استان باشقیرستان کشور روسیه است.